# Сейталиев, Токтоналы
Токтоналы Сейталиев (кирг. Токтоналы Сейталиев; 3 декабря 1937, Джайылма, Калининский район — 24 февраля 2021) — советский и киргизский оперный певец (лирический тенор), педагог; народный артист СССР (1984).

## Биография
Родился 3 декабря 1937 года в селе Джайылма (ныне Панфиловского района Чуйской области) в семье простых колхозников.
В 1956 году поступил в вокально-хоровую студию при Кыргызском театре оперы и балета им. А. Малдыбаева. С 1957 года — артист театрального хора.
В 1969 году окончил Алма-Атинскую государственную консерваторию им. Курмангазы. Одновременно с учёбой в консерватории был солистом Камерного оркестра Казахского радио и телевидения.
С 1969 года — солист Киргизского театра оперы и балета им. А. Малдыбаева.
В 1984 году пел на сцене Большого театра (Москва).
Выступал в концертах. В камерный репертуар, помимо оперных сцен и арий, входили песни и романсы киргизских, русских композиторов, в том числе «Гүл», «Эсимде» А. Огонбаева, «Соловьи России» В. Левашова, «Жалыныңа күйгөмүн» М. Абдраева и др.
Гастролировал на сценах восемнадцати стран мира.
С 1971 года вёл преподавательскую деятельность: работал во Фрунзенском музыкально-хореографическом училище им. М. Куренкеева (ныне Бишкекское хореографическое училище им. Ч. Базарбаева), затем в Кыргызском институте искусств им. Б. Бейшеналиевой, а с 1995 года по день смерти — в Кыргызской национальной консерватории (профессор).
Скончался 24 февраля 2021 года на 84-м году жизни в Кыргызстане. Похоронили оперного певца 26 февраля 2021 года в Бишкеке на Ала-Арчинском кладбище.

## Награды и звания
- Заслуженный артист Киргизской ССР (1972)
- Народный артист Киргизской ССР (1974)
- Народный артист СССР (1984)
- Государственная премия Киргизской ССР имени Токтогула Сатылганова (1982)
- Лауреат Международных конкурсов оперных певцов ([источник не указан 1581 день])
- Почётный профессор Казахской государственной консерватории имени Курмангазы[7][8]

## Партии
- Фауст — «Мефистофель» А. Бойто
- Фауст — «Фауст» Ш. Гуно
- Эмиль — «Июньская ночь» П. Хаджиева
- Кульчоро, Акун-зан — «Айчурек» В. Власовыа, В. Фере и А. Малдыбаева
- Керимбай — «Токтогул» В. Власова, А. Малдыбаева, В. Фере
- Сыргак — «Манас» В. Власова, А. Малдыбаева, В. Фере
- Кузнецов — «Алтын кыз» В. Власова и В. Фере
- Тойтук — «Бойдоктор» А. Аманбаева
- Канат — «Перед бурей» М. Абдраева
- Альфред — «Травиата» Дж. Верди
- Ленский — «Евгений Онегин» П. Чайковского
- Пинкертон — «Мадам Баттерфляй» Дж. Пуччини
- Юродивый — «Борис Годунов» М. Мусоргского
- Дон Карлос — Дон Карлос Дж. Верди
- Герцог — «Риголетто» Дж. Верди.
- Неморино — «Любовный напиток» Г. Доницетти